# Abiponi

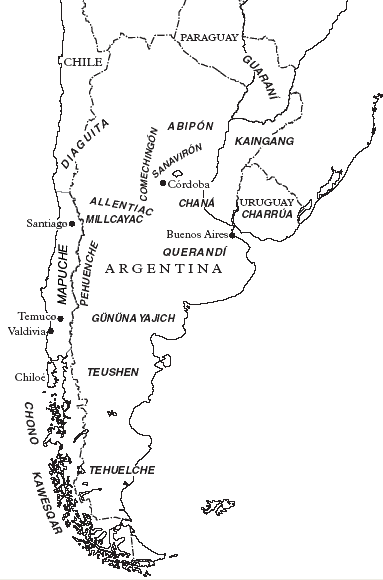
Abiponi na mapě původního osídlení nejjižnější části Ameriky

Abiponi nebo také Abipóni je dnes už vymizelý indiánský kmen z argentinské části Gran Chaka. V minulosti to byl mocný kmen Jižní Ameriky. Jazykově patřili do rodiny Guajkurů. Stejně jako jiní indiáni se živili lovem a sběrem, a dokonce od 17. století se stávali i kočovnými pastevci koní.
Abiponi byli rozděleni na tři skupiny: Nakaigetergehè (Lesní lidé), Riikahè (Lidé otevřené krajiny) a Yaaukanigá (Vodní lidé). Původně žili severně od řeky Bermejo, později se pod tlakem sousedů stěhovali k jihu. Písemné zprávy je popisují jako pohledné urostlé lidi s černými vlasy a orlími nosy. Byli známi svou bojovností, poté, co se k nim dostali koně, stali se zdatnými jezdci. Zdobili se tetováním a propichováním kůže na obličeji, muži si vytrhávali část vlasů, bojovníci nosili oděvy z jaguáří kůže. Typickým zvykem byla kuváda (muži předstírali těhotenství a porod, aby odlákali zlé duchy od skutečné rodičky a dítěte). Přebyteční novorozenci byli zabíjeni. V období dešťů, kdy byla krajina zaplavována, si Abiponi stavěli domy na stromech. Své náčelníky volili, pro zásadní rozhodnutí svolávali velké sněmy. Původně vyznávali animismus, v průběhu 18. století byli christianizováni.
Způsob života Abiponů popsal v 18. století rakouský misionář Martin Dobrizhoffer. Nemoci zavlečené Evropany a boje se sousedním kmenem Tobů vedly k tomu, že v té době už jejich počet poklesl na zhruba pět tisíc. Poslední mluvčí abiponštiny zemřeli v průběhu 19. století a etnikum splynulo s okolním obyvatelstvem.